# Чармарке, Омар Абдиллахи
Омар Абдиллахи Чармарке Кошин (фр. Omar Abdillahi Charmarke Cochine; род. 1954) — джибутийский легкоатлет-марафонец. Выступал за сборную Джибути по лёгкой атлетике в период 1979—1994 годов, победитель Кубка мира, бронзовый призёр чемпионата Африки, участник летних Олимпийских игр в Лос-Анджелесе.

## Биография
Омар Абдиллахи Чармарке родился в 1958 году (по другим данным в 1954 году).
Впервые заявил о себе в лёгкой атлетике на международном уровне в сезоне 1979 года, когда пробежал полумарафон во французской коммуне Риму и занял здесь 11 место.
В 1982 году вошёл в основной состав джибутийской национальной сборной и побывал на чемпионате Африки в Каире, откуда привёз награду бронзового достоинства, выигранную в зачёте марафона.
В 1984 году закрыл десятку сильнейших на Парижском марафоне и благодаря череде удачных выступлений удостоился права защищать честь страны на летних Олимпийских играх в Лос-Анджелесе — находился в составе делегации из трёх джибутийских спортсменов-марафонцев. В итоге в программе марафона расположился в итоговом протоколе соревнований на 32 позиции, показав время 2:19:11.
После лос-анджелесской Олимпиады Чармарке остался в составе легкоатлетической команды Джибути и продолжил принимать участие в крупнейших международных соревнованиях. Так, в 1985 году он отметился выступлением на Кубке мира по марафону в Хиросиме, где пришёл к финишу седьмым и вместе со своими соотечественниками Джамой Роблехом и Ахмедом Салахом одержал победу в командном зачёте. При этом установил здесь свой личный рекорд в данной дисциплине (2:10:33).
В 1992 году участвовал в забеге на 15 км Foulees Monterelaises в коммуне Монтро-Фот-Йон, став девятым.
Последний раз показал сколько-нибудь значимый результат на международной арене в сезоне 1994 года, когда выиграл бронзовую медаль в марафоне на Играх франкофонов в коммуне Бондуфль.